# Edward Potts
Pour les articles homonymes, voir Potts.
Edward William Potts (né le 12 juillet 1881 dans le Kent et mort le 15 septembre 1944 à Edmonton dans le Grand Londres) est un gymnaste artistique britannique.

## Biographie
Aux Jeux olympiques d'été de 1908 à Londres, il se classe neuvième du concours général individuel. Il remporte ensuite la médaille de bronze du concours par équipes des Jeux olympiques d'été de 1912 à Stockholm.